# 王商 (成都侯)
王商（？—前12年），字子夏，魏郡元城（今河北省大名县）人，西汉大臣，漢成帝母親王政君的兄弟，排行第五。

## 生平
前27年，封成都侯。前22年，大哥王鳳去世，前15年，堂兄王音去世，王商被任命為大司马、卫将军，最後升任大將軍。前12年，王商去世，諡號景成，其七弟王根繼為大司馬。